# Oscar van Dillen
Oscar Ignatius Joannes van Dillen ('s-Hertogenbosch, 25 giugno 1958) è un compositore olandese.

## Biografia
Van Dillen ha studiato la musica classica nord-indiana (sitar, tabla) con Jamaluddin Bhartiya presso la Scuola Tritantri di Amsterdam e il faluto indiano con Gurbachan Singh Sachdev presso la Bansuri School of Music di Berkeley, California dal 1977 al 1980. Studiò flauto in jazz presso il Conservatorio Sweelinck di Amsterdam tra il 1982 e il 1984, sempre qui ha ricevuto lezioni di composizione da Misha Mengelberg.
Dopo gli studi di musica medievale e rinascimentale con Paul Van Nevel a Leuven (Belgio), studiò musica classica presso il Conservatorio di Koninklijk, L'Aia nel 1990/1991 e con Klaas de Vries, Peter-Jan Wagemans e René Uijlenhoet presso il Conservatorio di Rotterdam dal 1996 al 2002. Ha anche studiato composizione con Manfred Trojahn presso l'Università Robert Schumann di Düsseldorf nel 2001.
Van Dillen insegna musica e teoria musicale nel reparto jazz, pop e world music presso il Conservatorio di Rotterdam.
È stato il primo presidente olandese della Wikimedia Foundation.

## Composizioni
- Saxophone Quartet No. 1 (1996)
- Conga (1996)
- Toccata (1996)
- Zwaar is Mooi (1997)
- Ignatia (1998)
- Tarentula (1998)
- Tijd Speelt Geen Rol (1998)
- Summa Scientia (1999)
- String Quartet No. 1 (1999)
- Objet Privé (das Ding an mich) (1999)
- Le Panache (2000)
- Méditation (2000)
- Labyrinth (2001)
- de Beweging (2001)
- Memos for a New Millennium (2002)
- Roter Damm Verwandelt (2002)
- de Stad (2003)
- mm³ (2004)
- Forecast (2004)
- String Quartet 2 (2007)
- Paradox (2008)
- 2 Cameras @ Sea (2008)